# اودو شفر

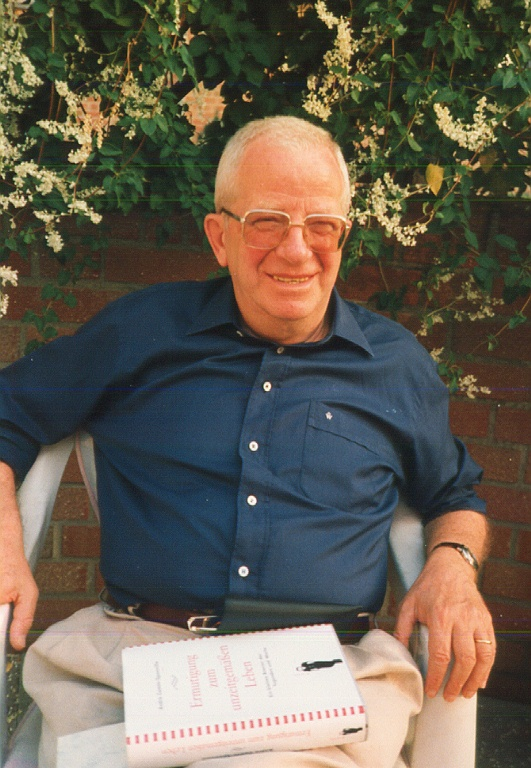
اودو شفر.

اودو شفر (به آلمانی: Udo Schaefer) (متولد ۱۹ اکتبر ۱۹۲۶ در هایدلبرگ آلمان - ۳۰ اوت ۲۰۱۹) یک وکیل آلمانی و یکی از مهم‌ترین محققان بهائیت در دوران معاصر بود.

## دوران زندگی
اودو شفر در یک خانواده موسیقی دان به دنیا آمد. او بعد از چهار ترم تحصیل دررشته موسیقی، در سال ۱۹۵۰ میلادی به حقوق تغییر رشته داد و مدرک خود را از دانشگاه روپرتو کارولا در هایدلبرگ دریافت کرد. او سپس به عنوان قاضی و بعد از آن به عنوان وکیل مدافع در دادگاه ایالتی شهر هایدلبرگ به کار پرداخت و سرانجام در سال ۱۹۸۸ میلادی بازنشست شد.
والدین او با وجود داشتن ریشه‌های کاتولیک، از کلیسا فاصله گرفتند و در نتیجه او هیچ آموزش مذهبی از آن‌ها ندید. علاقه‌های او در دوران جوانی به صورت شاخص در رابطه با زیباشناسی طبیعت در ادبیات و فلسفه بود و او را می‌توان یک ندانم‌گرا خواند. او در سال ۱۹۴۸ میلادی به بهائیت تغییر عقیده داد. در ادامه او دکترا خود را در رشته ادیان به اتمام رساند که رساله دکترا او در مورد مقایسه قوانین بهائی و کلیسایی بود.
او از اوائل دهه ۱۹۵۰ میلادی تعداد قابل ملاحظه‌ای سخنرانی و سمینار در آلمان و خارج از آلمان برگزار کرده یا از طرف دانشگاه‌ها دعوت شده بود؛ لذا دو دهه اخیر بیشتر مخاطبان او را جوامع دانشگاهی تشکیل می‌دادند. در دو مقطع زمانی در سال‌های ۱۹۸۵ و ۱۹۹۲ میلادی او نماینده جامعه بهائی در سازمان ملل بوده‌است. در دهه‌های اخیر نیز به عنوان مشاور حقوقی به محفل ملی بهائی آلمان مشاوره داده بود. او مجموعاً ۱۵ سال بین سال‌های ۱۹۵۷ و ۱۹۹۵ میلادی عضو این محفل ملی بوده‌است.

### خدمات
اودو شفر به‌طور قابل ملاحظه‌ای به پیشرفت تحقیقات دینی در بهائیت کمک کرده‌است. تحقیقات او با محور اصلی اعتقادات بهائی و به خصوص درک از دیانت و انسان بوده‌است. هدف اصلی او ایجاد پایه‌ای برای گفتگوی بین ادیان بوده‌است. یکی از مهم‌ترین سوالات شفر رابطه احکام و اخلاق بود که در در تحقیقات او در مورد حقوق و اخلاق نمایان شده‌است. شفر یکی از مهم‌ترین افراد در ترجمه آثار بهائی به آلمانی بود.

## نتایج تحقیقات

### احکام جزائی کتاب اقدس
به نظر شفر، احکام کتاب اقدس معیار سنجش احکام حقوقی مختلف مخصوصاً کشورهای غربی می‌باشد. در بعضی قوانین حداکثر مجازات ممکنه مطرح شده‌است و اجرای آن‌ها نیازمند قوانین تکمیلی است، از جمله این قوانین می‌توان به جرم آتش کشیدن خانه‌ها و جرم قتل اشاره کرد که مجازات اعدام و در کنار آن حبس ابد برای آن وضع شده‌است. مثال دیگر جرم دزدی است که مجازات آن تبعید برای دفعه اول ارتکاب، زندان برای دفعه دوم ارتکاب، و زدن مهر و علامت بر
پیشانی برای دفعه سوم وضع شده‌است. به سایر مجازات‌ها مانند مجروح کردن کسی و برای برخی روابط جنسی اشاره شده و تشریع احکام به بیت العدل اعظم محول شده‌است. استشفر معتقد است که بی تردید این احکام کاملاً مخالف تصور ارزش‌های جهان غرب و متخصصین امور جنائی می‌باشد. شفر از کتاب مفاضات عبدالبهاء نقل قول می‌کند که "خیمه وجود بر ستون عدل قائم است نه عفو و بقای بشر بر عدل است نه عفو". بر این اساس مجازات اعدام و حبس ابد احکام مطلقی هستند که مجرم دیگر به جامعه باز نخواهد گشت. در مقابل احکامی مانند تبعید این فرصت را به مجرم می‌دهد که از زنذگی خود را از نو شروع کند.